# Димитър Чернев (учен)
Вижте пояснителната страница за други личности с името Димитър Чернев.
Димитър Иванов Чернев (на английски: Dimiter Ivanov Tchernev) е български учен (БАН), американски професор, изобретател.

## Биография
Роден е през 1930 г. във Варна. Баща му е депутат от Българския земеделски народен съюз – Никола Петков, въдворен по-късно в лагерите „Куциян“ и „Белене“.
Завършва електроинженерство в Държавната политехника, София, през 1952 г., като за дипломирането си представя електромагнитен запис върху целулоиден носител – дотогава такава технология използват само германските компании AGFA и BASF.
Работи като инженер в телефонната централа на Стара Загора и в Радио София. След конкурс става младши научен сътрудник в Българската академия на науките (1955).
Решава, че като син на репресиран политик няма бъдеще за него в родината му. Не се завръща от командировка в Източна Германия, емигрира в Западна Германия, по-късно заминава за Съединените щати.
Пристига в САЩ и намира работа в телевизионната компания CBS. Работи в Стамфорд, Кънетикът при бъдещия нобелов лауреат д-р Денис Габор в лаборатория за изследване и внедряване на технологии в звукозаписа, радиовълните и видеоизображението.
През 1960 г. започва докторантура в Масачузетския технологичен институт (MIT), Бостън, защитава докторска дисертация и е научен сътрудник в периода 1961 – 1965 г. Работи от 1965 г. в космическа лаборатория на Калифорнийския технологичен институт, Пасадена, като участва в изследвания на Луната, Марс и Венера. Става професор в Университета в Остин, Тексас (1967). Има над 60 патента, регистрирани в САЩ, Европа, Япония, Австралия.
Вече на възраст, възстановява българското си гражданство (2010). Сътрудничи с български учени, участва в български научни прояви и проекти. Той е почетен заместник-председател на Института по приложна минерология към БАН.
Умира на 5 септември 2012 г. в Бостън, САЩ.
Преди смъртта си живее в с. Честнътхил, Масачузетс (край Бостън), заедно със съпругата си Юлия Остров (Julia Ostrov). Децата им са Джон Чернев (John Tchernev), Джой Чернев (Joy Tchernev), Марина Остров (Marina Ostrov). Бил е съдружник и ръководител на The Zeopower Company в Нейтик, Масачузетс.